# Enver Gjokaj
Enver Gjokaj (Orange megye, 1980. február 12. –) amerikai színész. 
Legismertebb alakítása Daniel Sousa a Carter ügynök és A S.H.I.E.L.D. ügynökei című sorozatban.

## Fiatalkora
1980. február 12-én született Orange megyében. Édesapja albán, édesanyja pedig amerikai. Van egy idősebb testvére, Bekim és egy egypetéjű ikertestvére, Demir. Sutter Creekben található Amador High Schoolba járt, ahol több színdarabban és varietében is részt vett. A New York Egyetem Tisch School of the Arts színészképző programjában diplomázott. 2002-ben a Kaliforniai Egyetem szerzett angol szakos bölcsészdiplomát.

## Pályafutása
Első komolyabb szerepe a Dollhouse – A felejtés ára című sorozatban volt.  2012-ben a Bosszúállók című filmben szerepelt. 2015 és 2016 között a Carter ügynök című sorozatban volt főszereplő.  2020-ban A S.H.I.E.L.D. ügynökei című sorozatban tűnt fel. 2023-ban az Invázió című sorozatban szerepelt, mint Clark Evans.

## Filmográfia

### Filmek
| Év   | Magyar cím              | Eredeti cím                        | Szerep          | Magyar hang |
| ---- | ----------------------- | ---------------------------------- | --------------- | ----------- |
| 2007 |                         | Spinning Into Butter               | Greg Sullivan   |             |
| 2008 | A megállíthatatlan      | The Express: The Ernie Davis Story | Dave Sarette    |             |
| 2008 | Sasszem                 | Eagle Eye                          | Távoli pilóta   |             |
| 2009 |                         | Tale of the Tribe                  | Micah           |             |
| 2010 | Stone                   | Stone                              | Jack fiatalon   | Joó Gábor   |
| 2011 |                         | Eden                               | Eddie           |             |
| 2012 | Bosszúállók             | The Avengers                       | Saunders rendőr |             |
| 2012 |                         | Would You Rather                   | Lucas           |             |
| 2014 |                         | Lust for Love                      | Jake            |             |
| 2016 | Keress meg              | Come and Find Me                   | Alexander       | Fehér Tibor |
| 2019 | 3022 – Életben maradtak | 3022                               | Vincent Bernard |             |

### Televíziós szerepek
| Év        | Magyar cím                               | Eredeti cím                       | Szerep                   | Megjegyzések                             |
| --------- | ---------------------------------------- | --------------------------------- | ------------------------ | ---------------------------------------- |
| 2006      |                                          | Filthy Gorgeous                   | Mirash                   | tévéfilm                                 |
| 2006      |                                          | The Book of Daniel                | David                    | 3 epizód                                 |
| 2007      | Az egység                                | The Unit                          | Lloyd                    | 1 epizód                                 |
| 2008      | Esküdt ellenségek: Bűnös szándék         | Law & Order: Criminal Intent      | Peter Gardela            | 1 epizód                                 |
| 2009      | A lélek útja                             | Taking Chance                     | Arenz tizedes            | tévéfilm magyar hangja Pál Tamás         |
| 2009–2010 | Dollhouse – A felejtés ára               | Dollhouse                         | Victor / Anthony Ceccoli | főszereplő magyar hangja Viczián Ottó    |
| 2010      | Hazudj, ha tudsz!                        | Lie to Me                         | Jeff Turley              | 1 epizód                                 |
| 2010      |                                          | Chase                             | Carson Puckett           | 1 epizód                                 |
| 2010      |                                          | Undercovers                       | Novak Hincir             | 1 epizód                                 |
| 2011      | Balfékek                                 | Community                         | Lukka                    | 1 epizód                                 |
| 2011      | A célszemély                             | Person of Interest                | Lazlo Yogorov            | 1 epizód                                 |
| 2012      | Hawaii Five-0                            | Hawaii Five-0                     | Marku                    | 1 epizód                                 |
| 2012      | NCIS: Los Angeles                        | NCIS: Los Angeles                 | Marku                    | 1 epizód                                 |
| 2012      | Dexter                                   | Dextert                           | Viktor Baskov            | 2 epizód                                 |
| 2013      | Esküdt ellenségek: Különleges ügyosztály | Law & Order: Special Victims Unit | Michael Provo            | 1 epizód                                 |
| 2013      |                                          | Vegas                             | Tommy Stone              | 5 epizód                                 |
| 2013      | Született boszorkányok                   | Witches of East End               | Mike                     | 4 epizód                                 |
| 2013      | The Walking Dead                         | The Walking Dead                  | Pete Dolgen              | 1 epizód                                 |
| 2014–2015 | Született detektívek                     | Rizzoli & Isles                   | Jack Armstrong           | 4 epizód                                 |
| 2014      |                                          | Extant                            | Sean Glass               | 6 epizód                                 |
| 2015–2016 | Carter ügynök                            | Agent Carter                      | Daniel Sousa             | főszereplő magyar hangja Pál Tamás       |
| 2017–2018 |                                          | Major Crimes                      | Hunt Sanford             | 2 epizód                                 |
| 2018      | Kevin, a minden6ó                        | Kevin (Probably) Saves the World  | Tejes doboz (hang)       | 1 epizód                                 |
| 2019–2021 | Az újonc                                 | The Rookie                        | Donovan                  | 5 epizód magyar hangja Pál Tamás         |
| 2019–2020 | A lány                                   | Emergence                         | Ryan Brooks              | mellékszereplő magyar hangja Tóth Roland |
| 2020      | A S.H.I.E.L.D. ügynökei                  | Agents of S.H.I.E.L.D.            | Daniel Sousa             | mellékszereplő                           |
| 2021–2023 | NCIS: Hawaii                             | NCIS: Hawaiʻi                     | Joe Milius               | mellékszereplő magyar hangja Pál Tamás   |
| 2022–     |                                          | Resident Alien                    | Joseph Rainier           | mellékszereplő                           |
| 2023      | Invázió                                  | Found                             | Clark Evans              | főszereplő                               |